# Ferry Corsten
Ferry Corsten, művésznevén System F (Rotterdam, 1973. december 4. –) holland Trance DJ és producer.

## Pályafutása
Első kislemeze 1989-ben jelent meg. Az első zenei listákra is felkerült dala a "Don't be afraid" c. zene volt, melyet Moonman néven adott ki. 
1997-ben Robert Smith-el megalapították a "Tsunami" nevű tánc zenei kiadót (korábban a "Positiva Records"-nál adta ki dalait). 
2005-ben alapította meg saját kiadóját a "Flashover Recordings"-ot. 
Ferry Corsten számos díjat és aranylemez megjelenést tudhat magáénak, többek közt 2005-ben és 2007-ben megnyerte az év Legjobb Dance DJ-jének járó díjat, az Ibiza DJ Awardot. 
A trance-dance szcéna tekintélyes DJ-je és producere, aki néha System F néven is publikál, gyerekkora óta, számtalan válogatás és remix főszereplője. 

Leghíresebb számai: Fire, Rock Your Body Rock, Punk, Beautiful, L.E.F., Brain Box, Twice In The Blue Moon, Holding On, Radio Crash, Made Of Love. 
Ferry Corsten nevéhez fűződik a legendás, Ministry Of Sound kiadó "Trance Nation" elnevezésű sorozat első öt válogatás lemeze.

2007 nyarán indította saját, hetente jelentkező, egyórás rádióműsorát, a "Corsten's Countdown"-t, amelyben, minden hónap utolsó adásában visszafele leadja a 12 legtöbb szavazatot kapott zenét, a dalokról és azok helyezéseiről a hallgatók döntenek.

Több hírességnek is készített remixet: Duran Duran, Faithless, Moby, U2, The Killers.

Többször is fellépett már Magyarországon: Budapesten a Szigeten, Siófokon, a Palace Discóban és a Balaton Soundon is. 
Jelenleg a hivatalos angol DJ MAG lemezlovas listán a 18. helyet foglalja el.

## Diszkográfia

### Albumok (Szóló)
- Ferr - Looking forward (1996)
- Early Works & Remix Projects (2000) (válogatás)
- System F - Out of the Blue (2001)
- Ferry Corsten Feat. Gouryella, Moonman - The very best of Ferry Corsten (2002)
- System F - Together (2003)
- Ferry Corsten-Right of the way (2003)
- System F/Gouryella - Best (2004) (válogatás)
- System F/Gouryella - Best of System F (2005)(válogatás)
- System F/Gouryella - Best of System F (2006)(válogatás)
- Ferry Corsten - L.E.F. (2006)
- Ferry Corsten - Twice in a blue moon (2008)
- Ferry Corsten - Twice in a blue moon (Remix Edition) (2009)
- Ferry Corsten - WKND (2012)

### Kislemezek (Szóló)
- Moonman-Don't Be Afraid (Of The Power) (1996)
- Freakyman-Discobug '97 (Got The Feeling Now) (1997)
- Pulp Victim-Dreams Last For Long (1997)
- Discodroids-Energy (1998)
- Albion-Air (1998)
- Starparty-I'm in Love (1999)
- Pulp Victim-The World 99 (1999)
- Veracocha-Carte Blanche (1999)
- Moonman-First Light (1999)
- Moonman-Don't Be Afraid'99 (1999)
- Gouryella-Gouryella (1999)
- System F-Out Of The Blue (1999)
- Gouryella-Walhalla (1999)
- System F-Cry (2000)
- Gouryella-Tenshi (2000)
- System F-Dance Valley Theme (2001)
- System F Feat. Armin van Buuren-Exhale (2001)
- System F Feat. Marc Almond-Soul On Soul (2001)
- Gouryella-Tenshi (2001)
- Ayumi Hamasaki-Whatever (2001)
- Gouryella-Ligaya (2002)
- Ferry Corsten-Punk (2002)
- Ferry Corsten-Rock Your Body, Rock (2003)
- Ferry Corsten-It's Time (2004)
- Ferry Corsten-Everything Goes (2004)
- Ferry Corsten-Fire (2005/2006)
- Ferry Corsten-Watch Out (2006)
- Ferry Corsten Feat. Guru-Junk (2006)
- Ferry Corsten-Beautiful (2007)
- Ferry Corsten-Made Of Love (2009)
- Ferry Corsten-We Belong (2009)
- Eon-Pocket Damage (2010)
- Ferry Corsten-Feel it! (2011)
- Ferry Corsten vs. Armin van Buuren-Brute (2011)
- Ferry Corsten-Check It Out (2011)

### Mixalbumok
- 1999 Live at Innercity
- 1999 Solar Serenades
- 1999 Trance Nation Volume One
- 1999 Trance Nation Volume Two
- 2000 Judge Jules' Judgements Sundays
- 2000 Oslo Central
- 2000 Trance Match
- 2000 Trance Nation Volume Three
- 2000 Trance Nation Volume Four
- 2000 Tsunami One
- 2001 Live at Dance Valley 2001
- 2001 Global Trancemissions 01: Amsterdam
- 2001 Trance Nation Volume Five
- 2001 Trancedome 1
- 2002 Global Trancemissions 02: Ibiza
- 2002 Trance Nation Volume Six
- 2002 World Tour Tokyo
- 2003 Kontor Top Of The Clubs Vol. 18
- 2003 Mixed Live: Spundae Los Angeles
- 2003 World Tour Washington
- 2004 Dance Valley 2004 Mainstage
- 2004 Infinite Euphoria
- 2005 Creamfields 2005
- 2005 Passport: Kingdom of the Netherlands
- 2006 Exclusive Mix (Mixmag March 2006 Bonus CD)
- 2007 Dance Valley 2007
- 2007 Passport: United States of America
- 2008 Gatecrasher Sheffield
- 2010 Once Upon A Night
- 2010 Once Upon A Night Vol. 2